# 無盡虛空
《無盡虛空》（英語：The Emptiness Machine）是美國搖滾樂團聯合公園於2024年9月5日發行的單曲，來自樂團即將推出的第八張錄音室專輯《從零開始》。這首歌首次由新成員艾米莉·阿姆斯壯擔任主唱，鼓手科林·布里坦（Colin Brittain）也參與演出，這是聯合公園自查斯特·班寧頓過世後的首支作品。單曲在德國和瑞士的排行榜上奪冠，並進入比利時、芬蘭、愛爾蘭、立陶宛、紐西蘭、挪威、瑞典和英國的音樂榜前20名。

## 宣傳與發行
2024年8月24日，聯合公園展開了一個為期100小時的倒數計時，進一步引發外界對樂團重組的猜測。當倒數結束後，時鐘開始反向倒數，並在09:05這個時間點出現短暫故障，讓粉絲們推測9月5日會有重大宣布。隨後，樂團在社群媒體上確認了這些推測。
9月5日，聯合公園在洛杉磯舉辦了一場粉絲活動，正式宣告樂團重組，並首次現場演出《無盡虛空》。

## 歌曲構成
根據《Revolver》雜誌的描述，《無盡虛空》是一首充滿能量的搖滾歌曲，延續了聯合公園一貫的風格。這首歌展現了樂團招牌式的強勁吉他音牆、動感的節奏與充滿情感的旋律，完美融合了搖滾與現代音樂元素，使其成為一首經典的搖滾頌歌。

## 曲目
| 數位下載 | 數位下載              | 數位下載 |
| 曲序     | 曲目                  | 时长     |
| -------- | --------------------- | -------- |
| 1.       | The Emptiness Machine | 3:10     |

| CD單曲   | CD單曲                                | CD單曲 |
| 曲序     | 曲目                                  | 时长   |
| -------- | ------------------------------------- | ------ |
| 1.       | The Emptiness Machine                 | 3:12   |
| 2.       | The Emptiness Machine（instrumental） | 3:12   |
| 总时长： | 总时长：                              | 6:24   |

## 商業表現
在美國，《無盡虛空》在發行的前六小時內就迅速在搖滾電台造成轟動，首週便空降《告示牌》搖滾電台播放榜第24名。儘管發行時正處於統計週的尾聲，這首歌仍同時在《告示牌》硬派搖滾歌曲榜空降第7名，首日數位銷售達到1000次下載，並獲得69萬次串流播放。
在英國，《無盡虛空》一度與莎賓娜·卡本特的《Taste》爭奪英國單曲排行榜冠軍，最終以第4名的成績打破了聯合公園先前的最高紀錄，超越2007年《What I've Done》取得的第6名。同時，這首歌登頂英國單曲銷售榜與數位下載榜，成為樂團在英國首次以純銷量拿下冠軍的單曲。
在德國，《無盡虛空》直接登上GfK娱乐榜单，這是聯合公園在該國的第一首冠軍單曲，也是自2012年《Burn It Down》後的最高名次。在愛爾蘭，這首歌則空降爱尔兰单曲榜第16名。

## 榜單
| 榜单（2024年）                         | 最高 排位 |
| -------------------------------------- | --------- |
| Australia (ARIA)                       | 27        |
| 比利时佛兰德（Ultratop五十强单曲榜）   | 16        |
| 比利时瓦隆（Ultratop五十强单曲榜）     | 37        |
| Canada Rock (Billboard)                | 15        |
| 芬兰（芬蘭官方單曲榜）                 | 11        |
| France (SNEP)                          | 12        |
| 德国（德國官方單曲榜）                 | 1         |
| 愛爾蘭（愛爾蘭唱片音樂協會单曲榜）     | 16        |
| 意大利（意大利音乐产业联盟单曲榜）     | 38        |
| Japan Digital Singles (Oricon)         | 42        |
| Japan Download Songs (Billboard Japan) | 42        |
| Japan Hot Overseas (Billboard Japan)   | 15        |
| 立陶宛（AGATA单曲榜）                  | 7         |
| Netherlands (Dutch Top 40)             | 36        |
| New Zealand (Recorded Music NZ)        | 18        |
| Norway (VG-lista)                      | 11        |
| Sweden (Sverigetopplistan)             | 14        |
| 瑞士（瑞士热门音乐榜）                 | 1         |
| 英國（官方榜单公司單曲榜）             | 4         |
| 英國（官方榜单公司搖滾榜）             | 1         |
| US Hot Hard Rock Songs (Billboard)     | 7         |
| US Rock Airplay (Billboard)            | 1         |